# Phyllonorycter salicifoliella
Phyllonorycter salicifoliella là một loài bướm đêm thuộc họ Gracillariidae. It is widespread across Bắc Mỹ, from Mississippi to Ontario in the phía đông và from miền nam California to miền bắc British Columbia in the west.
Chiều dài cánh trước là 3–4 mm. Con trưởng thành bay từ tháng 7 to giữa tháng 8
And again from cuối tháng 8 đến tháng 11 làm hai đợt.
The larvae mostly feed on Salix species, bao gồm Salix alba, Salix amygdaloides, Salix babylonica, Salix bebbiana, Salix bonplandiana, Salix caroliniana, Salix eriocephala, Salix lasiolepis, Salix "longifolia", Salix lutea, Salix monticola, Salix purpurea, Salix x rubens (Salix alba x Salix fragilis), Salix scouleriana và Salix sericea, but may also feed on Populus species, bao gồm Populus balsamifera và Populus tremuloides. Chúng ăn lá nơi chúng làm tổ.